# ANZ Tasmanian International 1998
ANZ Tasmanian International 1998 — тенісний турнір, що проходив на відкритих кортах з твердим покриттям Міжнародний тенісний центр Гобарта в Гобарті (Австралія). Належав до турнірів 4-ї категорії в рамках Туру WTA 1998. Тривав з 11 до 17 січня 1998 року.

## Фінальна частина

### Одиночний розряд
Патті Шнідер —  Домінік Ван Рост, 6–3, 6–2
- Для Шнідер це був 1-й титул за рік і 1-й — за кар'єру.

### Парний розряд
Вірхінія Руано Паскуаль /  Паола Суарес' —  Жюлі Алар-Декюжі /  Жанетта Гусарова, 7–6(8–6), 6–3
- Для Руано Паскуаль це був 1-й титул за рік і 2-й — за кар'єру. Для Суарес це був 1-й титул за рік і 2-й — за кар'єру.